# Ernest Petin

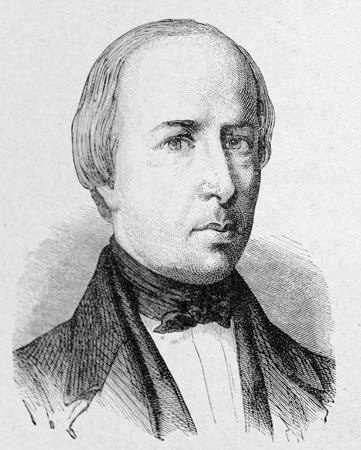
Ernest Petin

Ernest Petin (Parigi, 24 marzo 1812 – Parigi, 1878) è stato uno scienziato, ingegnere e dirigibilista francese.

## Biografia
Ernest Petin studiò le tecniche di costruzione degli aerostati della sua epoca, e cercò di costruirne di nuovi provando ad integrare anche i principi base della struttura delle ali degli uccelli, e quelli delle viti aeree di Leonardo da Vinci.
Dopo diversi successi e taluni fallimenti, escogitò nel 1850 dei nuovi grandi progetti arditi che, secondo lui, potevano giungere a trasportare anche tremila persone.
Petin, oltre ad essere un celebrato aeronauta, divenne anche un commerciante affermato di tessuti tecnici per aerostati da lui stesso ideati e sviluppati.
Nell'Agosto 1852, Petin ed altri 3 aeronauti salirono in alta quota usando grandi palloni chiamati 𝘉𝘰𝘯 𝘝𝘪𝘷𝘢𝘯𝘵, lunghi 102 piedi, muniti di vele e sostentanti una lunga gondola. 
In ragione dei suoi successi e della sua crescente popolarità, decise di presentare alle Autorità Francesi i suoi avveniristici progetti per un'integrazione dei trasporti pubblici. Purtroppo Petin raccolse solo rifiuti da parte dei funzionari francesi; in particolare da un Ufficiale: Léon Faucher, che gli disse apertamente in faccia che i suoi progetti erano insostenibili, ed ironicamente aggiunse che già le ferrovie erano abbastanza fastidiose per lui, per crearsi altri problemi.
Nel 1852, Petin per sostenere il suo piano per un sistema di trasporto aereo composto da più palloni e da una propulsione a vapore, decise di lasciare la Francia e di trasferirsi negli Stati Uniti d'America per cercare finanziatori.
Petin fu instancabile nel promuovere le sue iniziative sulla 𝘕𝘢𝘷𝘪𝘨𝘢𝘻𝘪𝘰𝘯𝘦 𝘌𝘵𝘦𝘳𝘦𝘢 con una serie nutrita di conferenze illustrate in vari luoghi d'America, tentando così di realizzare le raccolte dei fondi necessari per promuovere i suoi pubblici voli transatlantici e per la costruzione delle sue grandi macchine volanti.
Il 5 Luglio 1852, Petin fallì un volo dimostrativo a Bridgeport dopo essersi imbattuto nei cavi del telegrafo a causa di una forte raffica di vento. Un successivo tentativo svolto nel Natale di quell'anno a New Orleans si concluse con la felice discesa dell'aerostato nel Lago Borgne. Dopo essere stato recuperato, Petin dichiarò alla stampa americana di essere salito a circa 18.000 piedi.

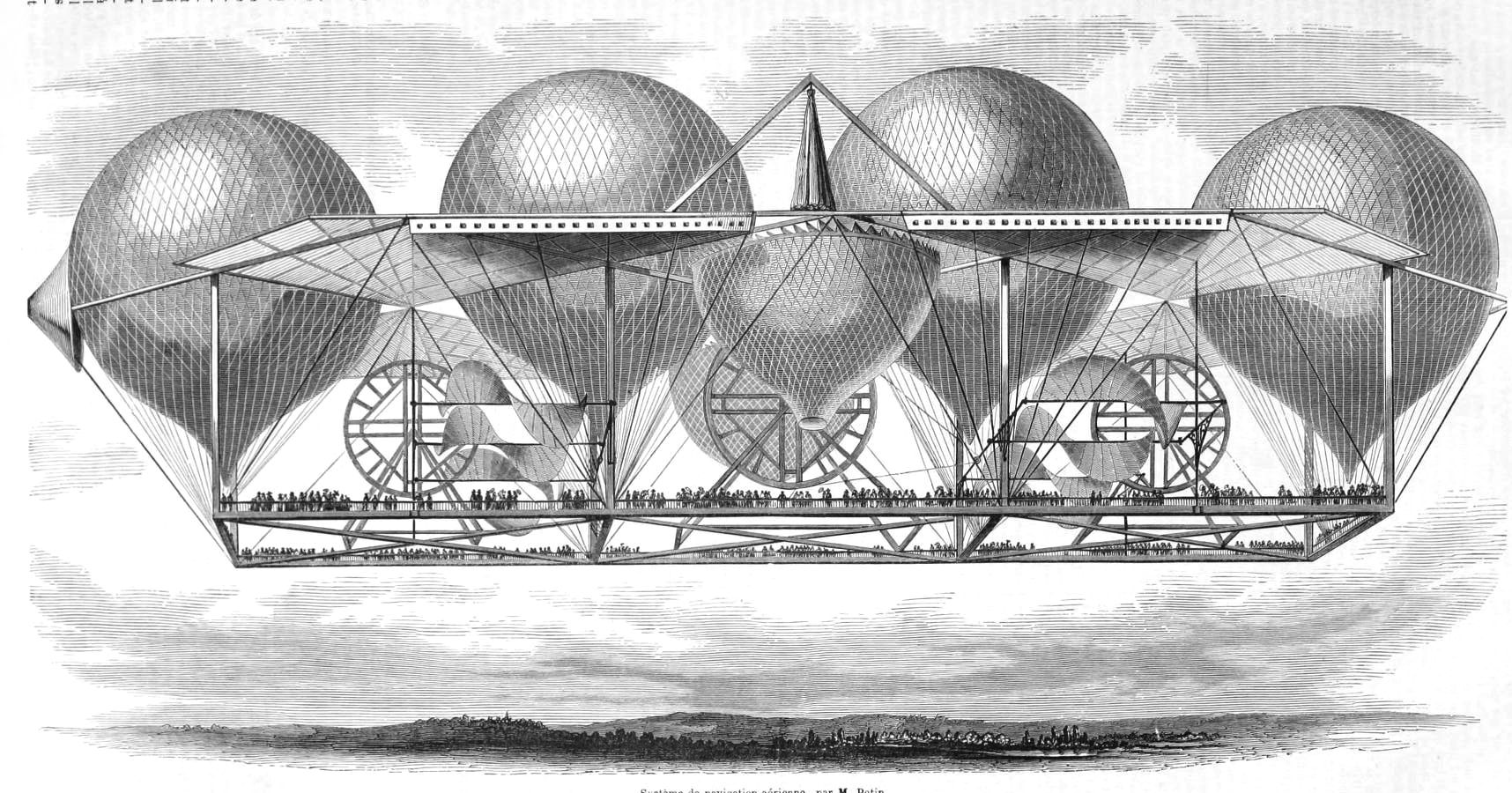
Aeronave Petin

Petin, oggi, è da considerarsi pienamente il padre delle aeronavi in quanto fu il primo ad ideare un sistema composito di palloni e di sospensioni nonché di navicelle da trasporto integrato con sistemi di propulsione.
Nel 1853 Petin si ammalò gravemente di polmonite. Nonostante le cure, il quadro clinico non migliorò e non poté più volare; espresse così la volontà di ritornare in Francia. Morì nella sua casa di Parigi nel 1878, ove ricevette gli onori pubblici e speciali menzioni su molte riviste ed affermati giornali.